# بونوح
بونوح إحدى بلديات دائرة بوغني التابعة لولاية تيزي وزو.

## شخصيات
- سيدي أمحمد بوقبرين

## مواضيع ذات صلة
- بلديات ولاية تيزي وزو
- دوائر ولاية تيزي وزو